# Marketing de descubrimiento
Es un término que hace referencia a un tipo de marketing que tiene el objetivo de ayudar a las personas a encontrar información relacionada con un producto o servicio, cuando la necesitan; en oposición a recibir mensajes publicitarios forzosamente en momentos no deseados. El marketing de descubrimiento ha surgido como un enfoque pasivo en las estrategias de marketing y para dar respuesta a la creciente tendencia de utilizar los buscadores de internet para explorar lo que hay en la World Wide Web y "descubrir" lo que necesitamos.
Este momento del descubrimiento está considerado por los mercadólogos como la primera fase del viaje del consumidor; es decir, es el momento en que las personas tienen su primer contacto con las marcas.